# Sinfonia n. 2 (Rubinštejn)
La Sinfonia n. 2 in do maggiore, Op. 42 Oceano, di Anton Grigor'evič Rubinštejn, fu composta originariamente nel 1851 in quattro movimenti, poi revisionata nel 1863 in sei movimenti e nuovamente nel 1880 in sette movimenti.

## Storia della composizione
Questa sinfonia è a programma: la sua idea principale è la relazione tra l'uomo e le forze elementari del mare, concludendosi con la vittoria dello spirito umano sull'oceano. Il lavoro fu scritto nel 1851, e il compositore stesso ne diresse la prima esecuzione a San Pietroburgo l'anno seguente. Il 16 novembre 1854 la sinfonia fu eseguita a Lipsia dall'orchestra del Gewandhaus, in quella che probabilmente fu la prima esecuzione di una sinfonia di un compositore russo all'estero. 
Nel 1853 Rubinštejn aveva composto una nuova sinfonia in si bemolle maggiore, di cui però rimase deluso e che decise quindi di non pubblicare. Il primo movimento di questa sinfonia divenne poi l'Ouverture di Concerto, Op. 60, mentre il secondo e terzo movimento furono inseriti nella sinfonia Oceano, tra il terzo ed il quarto movimento della versione originale, nella revisione del lavoro che venne fatta nel 1863. Infine, nel 1880, Rubinštejn aggiunse alla sinfonia un nuovo movimento a programma, che descrive una tempesta di mare, inserendolo tra il primo ed il secondo movimento.
Questa sinfonia ebbe un successo notevole nella seconda metà del XIX secolo, con più di 200 esecuzioni documentate.